# ラストキング・オブ・スコットランド
『ラストキング・オブ・スコットランド』（The Last King of Scotland）は、2006年のドラマ映画。1970年代にウガンダで独裁政治を敷いたイディ・アミンが、政権を奪取してから独裁者へとなるまでを、架空の人物である主治医となった若きスコットランド人の目を通して描いた作品である。原作はジャイルズ・フォーデンの小説『スコットランドの黒い王様』（原題: The Last King of Scotland）。
アミンを演じたフォレスト・ウィテカーはこの年のアメリカの主要映画賞の主演男優賞をほぼ独占し、第64回（2006年度）ゴールデングローブ賞主演男優賞（ドラマ部門）、第79回（2006年度）アカデミー賞主演男優賞を受賞した。
アメリカでは2006年9月27日に4館で限定公開された後、2007年1月19日からの週末に向け495館に拡大公開され、最終的には540館にまで拡大された。日本では2007年3月10日から有楽町スバル座系列ほかにて全国公開された。

## ストーリー
1970年、医大を卒業したばかりのスコットランド人青年ニコラス・ギャリガンは父への反発と冒険心に動かされ、国を出ることを決意する。しかし、どこへ行くかを決めていないニコラスは地球儀を回し、目をつむって適当に指を指す国に行く事に決めた。最初はカナダと出たためにやり直すと東アフリカのウガンダと出た。こうして彼はウガンダ行きを決めるが、このように彼の冒険心とは漠然としたものであり、そこが西欧と違えば何処でもよかった。
国情をよく知らないままウガンダに渡ると、1971年の軍によるクーデターでミルトン・オボテをクーデターで失脚させたイディ･アミンが大統領になったところだった。この状況の中、彼は現地の医師メリットと会い、その一員として淡々とした生活の中現地の人々の治療に携わる。しかしメリット医師の妻サラに指摘されたようにニコラスは決して高い志を持ってこの地に赴いたわけでもなく、事実ここでの彼の生活は自分の冒険心を埋める事にしか過ぎなかった。
ニコラスはアミンが村を訪れるというので、演説を聞きに行く。アミンは熱烈な演説で人々を魅了し、会場は民衆の歓声で包まれる。その帰りにニコラスは軍に呼び戻され、事故で怪我をしたアミンの捻挫を治した。自己紹介でスコットランド人だというとスコットランド人はイングランド人と勇敢に戦ったと気に入られ、将軍の軍服と下着に着ていたスコットランドのＴシャツとを交換する。この縁でニコラスはアミンから自分の主治医へと請われると、最初は人妻（サラに迫っていた）とのことがあると断るが、そのカリスマ性を目にしたニコラスは任地の医療設備の整わない村を放り出し、首都カンパラの豪勢な大統領官邸へと出向く。「暗殺しようと毒をもられた」と苦しむアミンがビールとアスピリンを一緒に飲んだせいだと見抜いて感謝され、身の上話もされる。こうして一気に大統領つきの主治医として彼の生活は一変する。
ある日、ニコラスは息子のてんかんの急性発作を治して救急車といってベンツをもらう。この車にアミンを乗せていたら、大統領車がオボテ前政権を支持するゲリラの襲撃を受け、結果として彼を暗殺から救う事となり、ますます信頼されるようになる。予定が漏れていることからアミンの疑心暗鬼がひどくなる。そして一主治医から彼の不在中に代理を任されるブレーンとしての役割も担うようになり、アミンの「友人」としての地位が向上するにつれ、「政府関係者」ニコラスの周りにはイギリス大使館のイングランド人外交官など「白人」の要人たちが集まってくる。アミン政権を支援したイギリス政府の外交官は国益の立場から「友人」の立場からアミンを操作しろと暗にほのめかす。しかしニコラスは彼ら「白人」が、これから発展するウガンダから甘い汁を吸おうとする存在に映り、とくにイングランド人が嫌いなニコラスは露骨な嫌悪感を隠せないでいた。国へ帰ると伝えるが、ずるずると酒と女に囲まれた遊興なものとなり、自堕落な生活に身を落としていく。
アミンに気に入られ、右腕になったニコラスだが、状況は彼の知らないところで徐々に悪化していった。まず前政権を支持する反対派勢力の攻勢に脅えるアミンが大規模な虐殺、粛清を行っていた。さらに民衆も信じられなくなったアミンはニコラスの諫言も聞かず、ウガンダ在住のインド系移民を追放してしまい、ウガンダは急激な経済的悪化、アミン本人は「キング・オブ・スコットランド」を名乗り、人肉食までしていると国際非難の標的に晒され、プレスを追放しようとする。また身内からの暗殺を恐れるアミンは次第に猜疑心を募らせ、ニコラスの他には自分にだけ忠実な冷酷な人間のみを側近として置くようになり、粛清を敵だけではなく自分の部下にまで手にかけてゆく。この時ニコラスは彼の健康を携わる主治医の立場にあり、これを逆手に取れば彼を毒殺できる存在である事、そしてそれが彼の立場をさらに危うくしている事にまだ気づいてはいなかった。
最初はこの変化に何も気にも留めず、また国際情勢など考えもしなかったニコラスだったが、その事実を知ると粛清がわが身に及ぶのが怖くなってアミンに故国に帰る事を告げる。そんなニコラスに優しく諭すアミン、しかしある日彼が自宅に戻ってみると部屋が荒らされ、自分のパスポートを取り上げられ国外への脱出ルートを閉ざされてしまう。イングランド人たちから「アミンの白い猿」と呼ばれていた彼はアミンが自分を国外に出す気は全くない事を知る。そしてサラも政情が危険になったウガンダを去ってゆく。それを目にしたニコラスは後を追うが、時すでに遅かった。
全てが八方塞がりの中、ニコラスはアミンの催す夜会に出席。その夜、やぶれかぶれになったニコラスは先のてんかんの息子の件で知り合ったアミンの妻の一人であるケイと情事を犯してしまう。そしてケイはニコラスの子を妊娠、ニコラスは自らの首をしめる事になる。彼は堕胎手術の行える場所を探すが、そんな場所はここウガンダでは存在しない。結局ケイの妊娠はアミンの耳元に入り、ニコラスの助けが得られず堕胎のため村の祈祷師を頼ったケイは殺されてしまう。切断された腕と脚を逆さにくっつけられ惨殺されたケイの遺体を直視したニコラスは自分がケイを殺した事を知り、同時にアミンの毒殺を企てる。頭痛薬を求めたアミンに応じ、彼は毒薬を手渡す。
その時、サウジアラビアのテロリストたちが乗客を人質にウガンダのエンテベ空港へと降りてきた。国際社会から非難される中、テロリストを支援するアミンは現場に行き、人質の治療のためにニコラス以下医師団もまた同行。移動の車中ニコラスの様子から手渡した薬を怪しんだアミンは人に飲ませ、ニコラスが止めてアミンにばれてしまう。捕らわれ殴打を受け満身創痍となったニコラスはアミンの前に引き出されると、自分がケイとの情事を知っていた事を告げ強く詰る。これに対してニコラスは言い返す。「あんたはまるで子供だ。だからかえってものすごく恐ろしくなるんだ」。
空港で人質の前では丁重に明るく振舞い、イスラエル人の人質たちをイスラエルに帰すと約束するアミンであったが、人目に隠れた場所では側近にニコラスをむごたらしく殺すように命じる。自分の村では長老の妻を寝取ったら、身体に鉤を刺し込まれ、天井から吊るされるといい、アミンから壮絶な拷問を受ける。しかし、部下たちが目を離した隙にアミンの前の主治医ジュンジュによって奇跡的に助けられる。ジュンジュは言う。「なぜ助けるのか僕にも分からない。ただ憎悪、この国を取り巻く憎悪にはもううんざりだ。君は殺されて当たり前の人間だ。しかし死んだ人間は何もできない。生きていれば何かしら罪を贖う事はできるだろう。生きてアミンの実情を世に知らせてくれ。君の言う事なら誰も信じてくれるだろう。君は白人なのだから」。
応急処置で辛うじて歩けるようになったニコラスは命からがら人質にまぎれて飛行機に乗る事に成功する。空港ではニコラスを逃した側近たちは死に物狂いで彼を探し、疑われたジュンジュは射殺される。ニコラスが逃げた事を知ったアミンは黙ったまま飛び立った航空機を眺めていた。

## キャスト
役名、俳優、日本語吹替。
- イディ・アミン - フォレスト・ウィテカー（立木文彦）

ウガンダの支配者。ニコラスを気に入る。
- ニコラス・ギャリガン - ジェームズ・マカヴォイ（鳥海浩輔）

医大卒の青年。アミンの専属医師となる。
- ケイ・アミン - ケリー・ワシントン（林真里花）

イディの妻。ニコラスとも関係を持つ。
- ストーン - サイモン・マクバーニー（後藤敦）

イギリスの外交官。
- ジュンジュ - デヴィッド・オイェロウォ（佐久田修）

アミンの元主治医。
- ジョナ・ワスワ - スティーブン・ルワンギエジ（多田野曜平）

保健大臣。
- マサンガ - アビー・ムキービ（江川央生）

アミンの警備担当。
- デヴィッド・メリット - アダム・コッツ（安井邦彦）

医師。
- サラ・メリット - ジリアン・アンダーソン（日野由利加）

デヴィッドの妻。
- その他の日本語吹替 - 石住昭彦、織田芙実、島香裕、星野充昭、斉藤次郎、魚建、根本圭子、千々和竜策、丸山壮史、鈴木貴征、羽多野渉、園部好德、田中結子、恒松あゆみ、津川祝子

## 原作
- ジャイルズ・フォーデン　『スコットランドの黒い王様』　武田将明訳、新潮社〈新潮クレスト・ブックス〉、1999年6月。

## 参考
- 映画『食人大統領アミン』